# The Tutor (2016)
The Tutor ist ein 2016 erschienener argentinischer Film von Iván Noel nach einer Romanvorlage von Henry James.

## Handlung
Mona, eine Absolventin der Kinderpsychologie, bewirbt sich auf eine Stelle als Erzieherin bei einem Psychologen. Dieser sucht eine Lehrerin für seine elfjährige Nichte Ema und ihren Bruder Ángel. Nach dem Tod ihrer Eltern kümmert er sich aus der Ferne um sie. Sie leben abseits auf dem Land im Norden Argentiniens in einer alten Villa, gehen nicht zur Schule und werden von der Haushälterin Clara umsorgt. Mona, deren Eltern vor zwei Monaten starben und die bereits als Mädchen den Tod ihres Bruders verkraften musste, bekommt die Stelle.
Mona fährt zur Villa, die in einem schlechten baulichem Zustand ist. Die Wasserleitungen sind außer Betrieb und der Strom fällt aufgrund eines Transformatorschadens des Öfteren aus. Die Kinder verbringen ihre Zeit damit, Puppen zu basteln und im Garten Vögel zu jagen. Allgemein zeigen sie ein frühreifes und auf Mona unzivilisiert wirkendes Verhalten, auch bei Tisch. Sie baden zusammen nackt in einer Pferdetränke und teilen sich ein Schlafzimmer. Ángel verbringt auch Zeit mit einem Nachbarsjungen.
Nachts sieht Mona im Garten einen fremden Mann, der laut Clara auf die Beschreibung des früheren Gärtners José passt. Mona erscheint die Haushälterin zunehmend ebenfalls seltsam. Diese gibt zu, Arzneimittel zu nehmen, um besser schlafen zu können, die ihr der Onkel der Kinder verschreibt. 
Als Mona wieder mal auf der Suche nach den Kindern ist, fährt der Großvater von Ángels Freund vor und verpasst ihr eine Ohrfeige. Bei einer anderen Suche nach Ángel sieht sie erneut den früheren Gärtner José und findet Ángel in einer Ruine, als er seinen Hosenlatz schließt. Mona sieht Verletzungen bei Ángel und kommt zu dem Schluss, der Mann verletzte Ángel. Von Clara erfährt sie aber, dass José bereits verstorben und auf dem Grundstück begraben ist.
Bei ihren Bemühungen, die Kinder zu unterrichten, kommt Mona insbesondere bei Ángel nicht weiter. Als er ihr wütend sagt, er habe ihre Vorgängerin getötet, konfrontiert sie Clara mit der Situation. Diese erklärt ihr, die Eltern der Kinder seien bei einem Unfall im Schwimmbecken gestorben, der auf einen Defekt der Strominstallation zurückzuführen sei. 
Mona versucht weiter, ein geordnetes Leben im Haushalt einzuführen, doch ein gemeinsames Abendessen scheitert am Verhalten der Beteiligten. Ángel kommt zu ihr ins Zimmer, um sich zu entschuldigen und beide kommen sich näher, als Ángel nach einem Geräusch nach draußen läuft. Mona erinnert sich im Traum an den Tod ihres Bruders. Beide waren im gleichen Alter wie Ema und Ángel.
Als die Kinder im Schwimmbecken nackt baden und Mona sie auffordert, dies zu unterlassen, präsentiert sich Ángel ihr zunächst sexuell aufreizend, doch bei einem anschließenden gemeinsamen Bad scheint sich Mona mit den Kindern zu verstehen. Als Mona dabei erneut José sieht, ruft sie die Polizei. Sie will einen Missbrauch anzeigen, doch weder die Kinder noch Clara bestätigen, den früheren Gärtner gesehen zu haben. 
Mona ist irritiert, dass die Kinder bildungstechnisch zurückgeblieben, sexuell aber voll aufgeklärt sind. Sie führt dies auf die offenherzige Clara zurück. Mona findet zunehmend Gefallen an Ángel und fühlt sich an ihren Bruder erinnert. In einem Baum findet sie eine Schnitzerei, die auf eine Liebesbeziehung zwischen Ángel und José hinweist; auch sieht sie letzteren wieder auf dem Grundstück. Einer der Streifenpolizisten taucht inkognito auf und rät ihr, den Ort zu verlassen. Die Eltern der Kinder seien nicht bei einem Unfall gestorben, sondern von ihrer Vorgängerin, die eine Patientin des Onkels der Kinder war, ermordet worden, möglicherweise, um die Kinder zu schützen. 
Mona und Ángel kommen sich nahe und er gibt zu, mit dem Nachbarsjungen Liebe gemacht zu haben. Als Mona ihm zunehmend körperlich nahe kommt, wird er unanständig. Mona weist dies zurück und Ángel flieht zu Ema, die angibt, sie würden nun Babys zeugen. Mona sieht sich in dieser Situation erneut mit José konfrontiert, doch die anwesende Haushälterin kann ihn nicht sehen und führt Mona in ihr Schlafgemach.
Während Ema am nächsten Morgen Ángel provoziert, der zugibt, sich zu Männern hingezogen zu fühlen, sich im Garten auf die Suche nach dem Nachbarsjungen macht und dann mit einer Armbrust auf ihn schießt, kommt Mona zu dem Schluss, sie müsse das Anwesen mit den Kindern verlassen. Auf der Suche nach ihnen erscheint ihr wieder José, der sie warnt, sie werde umgebracht. Mona findet die Kinder und will zur nächsten Bushaltestelle laufen, als ihr der Onkel mit Clara, die ihn angerufen hatte, entgegenkommt.
Der Onkel konfrontiert Mona, sie projiziere ihre eigenen Erfahrungen auf die Kinder. Er habe mit ihrem Therapeuten, einem Kollegen, gesprochen und wirft ihr vor, ihre Paranoia sei zurückgekehrt. Ihr Bruder habe sie missbraucht, was sie später geleugnet habe, da sie sich die Schuld an seinem Tod gab. Er entlässt Mona.
Mona ist nicht bereit, den von ihr gesehenen Missbrauch von Ángel zu dulden. Ángel spielt mit dem Feuer, als Mona ihn zur Rede stellt. Als ihr José erscheint, würgt sie Ángel und wird von Ema niedergeschlagen. Mona wacht in ihrem Bett auf. Clara wirft ihr vor, sie habe das Andenken der Kinder an José zerstören wollen. Ihre Vorgängerin habe in der Tat die Eltern der Kindern ermordet und der Onkel, der sie eingestellt hatte, habe sich die Schuld dafür gegeben. Clara wirft Mona vor, sie habe die Kinder missbraucht und ihnen ein falsches Schamgefühl beibringen wollen. Mona habe auch den Sohn Claras umgebracht; dieser habe sich wie Ángel Männern zugezogen gefühlt und sich aufgrund heuchlerischer Moralvorstellungen ausgestoßen gefühlt. Mona müsse sich nun opfern. Clara wickelt sie in Bettwäsche. Die Haushälterin und der Onkel werfen Mona in das Schwimmbecken und führen anschließend einen Stromunfall herbei. Ema und Ángel freuen sich über das Notebook von Mona.

## Produktion
Der Film verarbeitet die 1898 erschienene Novelle The Turn of the Screw von Henry James. Der Film sollte ursprünglich den Titel Rodillas quemadas (engl. Burned Knees) tragen. Die Produktion verzögerte sich aufgrund einer Erkrankung der Mutter des Regisseurs und einem Todesfall in der Familie eines Produktionsmitglieds. Die Dreharbeiten dauerten 14 Tage. Die im Film elfjährige Ema wird von der zum Erscheinungszeitpunkt dreizehnjährigen Malena Alonso (geb. 22. April 2003) gespielt.

## Rezeption
Michael Eckhardt bescheinigte dem Regisseur beeindruckte Bilder, aber auch eine thematische Redundanz. Dies gelte auch für The Tutor. Iván Noel erzähle von Kindesmissbrauch, erwachender Sexualität, Moralvorstellungen, Serienmördern, Verrohung und Geisteskrankheiten, ohne am Ende die Fäden zusammenzubekommen.
Queer.de sah den Fokus auf der sexuellen Hysterie, die durch die Beschützerinstinkte der neuen Erzieherin in die Welt der Kinder trete und diese vergiftete. Die Redakteure bescheinigten dem Regisseur, „künstlerische und soziale Grenzen“ gekonnt auszutesten und eine „neue, aufregende Qualität“ zu erreichen.
Die russische Filmkritik-Seite yakinolub.ru bewertete den Film negativ. Es fehle an Dynamik und Geschehen; auch die Logik komme zu kurz. Der Regisseur sei besessen, die Nacktheit der Kinder zu zeigen und versetze den Zuschauer in die Rolle eines Pädophilen.